# 竹内春久

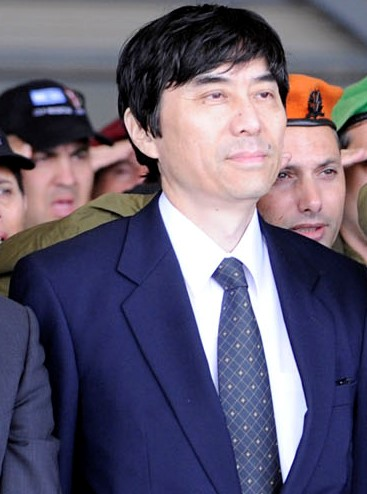
2011年4月

竹内 春久（たけうち はるひさ、1952年2月22日 - ）は、日本の外交官、大使。外務省国際情報統括官、駐シンガポール特命全権大使、東京大学公共政策大学院客員教授等を歴任した。

## 人物
アメリカ合衆国ワシントンD.C.出身。麻布中学校・高等学校を経て、1975年一橋大学経済学部を卒業し、外務省入省。
2000年に大臣官房総務課長に就任、室長による外務省機密費流用事件の調査を行うが、2001年に過労で倒れ、入院療養のため外務省大臣官房付に異動となった。同じく調査にあたっていた阿部知之（大臣官房長）、木寺昌人（大臣官房会計課長）も同じく過労で、入院療養のため大臣官房付に異動となった。
局長級の国際情報統括官を務めたのち、2008年駐イスラエル特命全権大使に就任。2013年から駐シンガポール特命全権大使。2016年に退職したのち、東京大学公共政策大学院客員教授、霞関会理事、大和ハウス工業顧問などに就任。

## 略歴
- 1952年 アメリカ合衆国出身
- 1970年3月 麻布高等学校卒業
- 1975年
  - 3月 一橋大学経済学部卒業

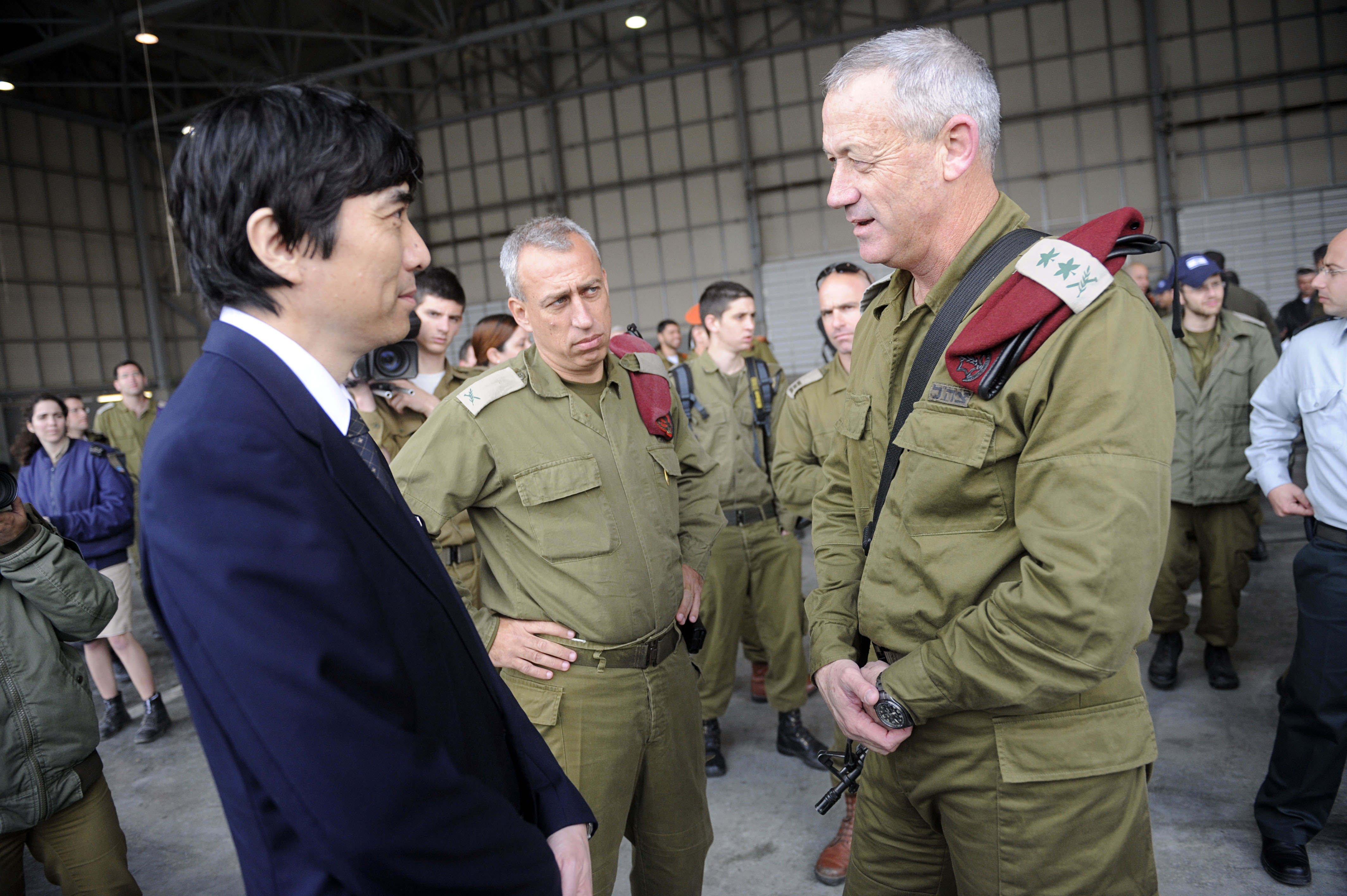
ベニー・ガンツと会話する竹内（2011年4月）

  - 4月 外務省入省。その後欧州共同体日本政府代表部、在アメリカ合衆国大使館、在イギリス大使館在勤や、外務省条約局条約課長等を務めた。
- 1991年4月 外務大臣官房総務課企画官
- 1993年3月 在連合王国大使館参事官
- 1998年
  - 1月 外務大臣官房報道課長
  - 2月 内閣官房内閣外政審議室内閣審議官
- 2000年4月 外務大臣官房総務課長
- 2001年
  - 2月 外務省大臣官房付
  - 5月 外務省研修所副所長
- 2002年2月 ロンドン総領事 兼 在連合王国大使館公使
- 2004年8月 内閣官房内閣情報調査室内閣衛星情報センター分析部長
- 2006年4月 外務省国際情報統括官
- 2008年9月 イスラエル国駐箚特命全権大使
- 2011年10月 特命全権大使（沖縄担当）
- 2013年8月 シンガポール共和国駐箚特命全権大使
- 2016年4月 東京大学公共政策大学院客員教授[7]
- 2018年4月 東京大学公共政策大学院非常勤講師[8]

## 論文等
- 「総領事館ほっとライン (6) ロンドン ロンドンの墓地で先人の足跡をしのぶ」（世界週報84 (43)（通号4122）、2003年11月18日）
- 「知られざる近代外交史の群像（4・最終回）戦禍を生きのびた本」（外交フォーラム15 (12)（通号173）、2002年12月）
- 「知られざる近代外交史の群像 (3) 消えたデニソン肖像画」（外交フォーラム15 (11)（通号172）、2002年11月）
- 「知られざる近代外交史の群像 (2) デニソン像と明治の面影」（外交フォーラム15 (10)（通号171）、2002年10月）
- 「探訪 知られざる近代外交史の群像（1）陸奥宗光像の一〇〇年」（外交フォーラム15 (9)（通号170）、2002年9月）
- 「文化交流も「経済」が決め手--最近の日英関係が教えること」（中央公論110 (11)、1995年8月）
- 「経済の時代」の日本の盲点」（中央公論109 (4)、1994年4月）
- 「アメリカ「人権外交」の源泉--あるいは、アイオワのおじいさんの話」（中央公論108 (5)、1993年4月）
- 「立法管轄権の域外適用--基準・認証制度の改善をめぐって」（国際法外交雑誌86 (4)、1987年10月）

## 同期
- 河相周夫（12年外務事務次官・10年内閣官房副長官補）
- 別所浩郎（12年駐韓大使・10年外務審議官）
- 奥田紀宏（13年駐カナダ大使・10年駐エジプト大使・08年国連次席大使）
- 谷崎泰明（13年外務省研修所長・10年駐ベトナム大使）
- 三輪昭（14年関西担当大使・10年駐ブラジル大使・08年駐ポルトガル大使）
- 鈴木庸一（13年駐フランス大使・10年駐シンガポール大使）
- 持田繁（10年国連事務総長副特別代表）
- 門司健次郎（13年ユネスコ代表部大使・10年駐カタール大使）
- 渥美千尋（11年駐アイルランド大使・08年駐パキスタン大使）
- 山口寿男（07年駐ノルウェー大使・06年駐イラク大使）
- 岸野博之（13年駐ラオス大使・10年駐エチオピア大使）
- 水城幾雄（10年駐パナマ大使）
- 江川明夫（13年駐スロバキア大使・10年駐ザンビア大使）
- 西林万寿夫（13年駐ギリシャ大使・10年兼北極担当大使・12年文化交流担当大使・09年駐キューバ大使）
- 篠塚保（12年国際テロ対策・組織犯罪対策協力担当兼サイバー政策担当大使・09年駐バングラデシュ大使）
- 蒲原正義（13年駐カザフスタン大使・12年査察担当大使・9年駐グルジア大使）
- 森元誠二（13年駐スウェーデン大使・08年駐オマーン大使）
- 小林祐武（98年外務省経済局総務参事官室課長補佐）
- 椿秀洋（12年駐ボリビア大使）
- 庄司隆一（11年駐ナイジェリア大使）
- 清水武則（11年駐モンゴル大使）
- 隈丸優次（13年駐カンボジア大使）
- 藤田順三（13年駐ウガンダ大使）
- 丸尾眞（12年科学技術協力担当大使・10年駐キルギス大使）
- 名井良三（13年駐アンゴラ大使）
- 福田米蔵（11年駐ジンバブエ大使）
- 大部一秋（13年駐ウルグアイ大使）